# Grand Prix Cycliste de Québec 2019
Il Grand Prix Cycliste de Québec 2019, decima edizione della corsa, valido come trentacinquesima prova dell'UCI World Tour 2019 categoria 1.UWT, si è svolto il 13 settembre 2019 su un percorso di 201,6 km a Québec, nell'omonima provincia in Canada. La vittoria è stata appannaggio dell'australiano Michael Matthews, che ha completato il percorso in 5h13'01" alla media di 38,64 km/h precedendo lo slovacco Peter Sagan e il belga Greg Van Avermaet.
Al traguardo di Québec 128 ciclisti, su 146 partenti, hanno portato a termine la competizione.

## Squadre e corridori partecipanti
Hanno partecipato alla competizione 21 squadre: oltre alle 18 formazioni World Tour, gli organizzatori hanno invitato due team con licenza Professional Continental: Israel Cycling Academy e Rally UHC Cycling, con l'aggiunta della nazionale canadese. 
| N.      | Cod. | Squadra               |
| ------- | ---- | --------------------- |
| 1-7     | SUN  | Team Sunweb           |
| 11-17   | DQT  | Deceuninck-Quick-Step |
| 21-27   | BOH  | Bora-Hansgrohe        |
| 31-37   | CPT  | CCC Team              |
| 41-47   | ALM  | AG2R La Mondiale      |
| 51-57   | TBM  | Bahrain-Merida        |
| 61-67   | INS  | Team Ineos            |
| 71-77   | UAD  | UAE Team Emirates     |
| 81-87   | AST  | Astana Pro Team       |
| 91-96   | LTS  | Lotto Soudal          |
| 101-107 | GFC  | Groupama-FDJ          |

| N.      | Cod. | Squadra                |
| ------- | ---- | ---------------------- |
| 111-117 | EF1  | EF Education First     |
| 121-127 | TJV  | Team Jumbo-Visma       |
| 131-137 | TFS  | Trek-Segafredo         |
| 141-147 | MOV  | Movistar Team          |
| 151-157 | MTS  | Mitchelton-Scott       |
| 161-167 | TKA  | Team Katusha Alpecin   |
| 171-177 | TDD  | Team Dimension Data    |
| 181-187 | ICA  | Israel Cycling Academy |
| 191-197 | RLY  | Rally UHC Cycling      |
| 201-207 | CAN  | Canada                 |

## Ordine d'arrivo (Top 10)
| Pos. | Corridore          | Squadra    | Tempo    |
| ---- | ------------------ | ---------- | -------- |
| 1    | Michael Matthews   | Sunweb     | 5h13'01" |
| 2    | Peter Sagan        | Bora       | s.t.     |
| 3    | Greg Van Avermaet  | BMC        | s.t.     |
| 4    | Diego Ulissi       | UAE        | s.t.     |
| 5    | Jasper Stuyven     | Trek       | s.t.     |
| 6    | Tom-Jelte Slagter  | Dimension  | s.t.     |
| 7    | Julian Alaphilippe | Deceuninck | s.t.     |
| 8    | Timo Roosen        | Jumbo      | s.t.     |
| 9    | Tim Wellens        | Lotto      | s.t.     |
| 10   | Benoît Cosnefroy   | AG2R       | s.t.     |